# جاكلين كاري (روائية)
جاكلين كاري (بالإنجليزية: Jacqueline Carey) (و. 1964  م) هي روائية، وكاتِبة أمريكية، ولدت في هايلاند بارك.

## التعليم
تعلمت في Lake Forest College ‏
.